# Elf-D
Elf-D (ros. Эльф-Д) – radziecki lekki bezzałogowy samolot opracowany przez Moskiewski Instytut Lotniczy.

## Historia
Moskiewski Instytut Lotniczy opracował w 1976 r. wielozadaniowy samolot bezzałogowy, który otrzymał nazwę Elf-D. Oblotu dokonano jesienią 1979 r. w Tuszyno. W 1980 r. opracowano stanowisko kontroli naziemnej, które miało formę przypominającą kokpit samolotu. Pilot dysponował obrazem telewizyjnym przesyłanym z pokładu drona w czasie rzeczywistym, kierował jego lotem za pomocą ruchów pedałów i drążka. Stanowisko naziemne i dron przeszły pomyślnie testy państwowe.
W 1982 r. Elf-D został zaprezentowany publicznie na wystawie Naukowo-Techniczna Twórczość Młodzieży NTTM-82 (ros. Научно-техническое творчество молодежи), gdzie został nagrodzony złotym medalem. Kilka rozwiązań zastosowanych w jego budowie zostało opatentowane.

## Konstrukcja
Lekki samolot bezzałogowy o konstrukcji metalowej w układzie dolnopłata. Podwozie stałe, trójpunktowe z kółkiem przednim. Silnik czterocylindrowy, dwusuwowy, chłodzony powietrzem „Nelson” o mocy 68 KM, napędzający dwułopatowe śmigło pchające. W przedniej części kadłuba umieszczono wyposażenie radarowe.